# Sven Scheuer
Sven Scheuer (* 19. Januar 1971 in Böblingen) ist ein ehemaliger deutscher Fußballtorwart. Den größten Teil seiner Laufbahn verbrachte er als Ersatztorwart beim FC Bayern München.

## Karriere

### Vereine
Vom siebten bis zum siebzehnten Lebensjahr durchlief Scheuer alle Jugendmannschaften der in seinem Geburtsort ansässigen Sportvereinigung, ehe er 1988 einen Profi-Vertrag beim FC Bayern München unterschrieb. In seiner Zeit beim FC Bayern bestand selten Gelegenheit für Einsätze, hatte er doch mit Raimond Aumann und später Oliver Kahn zwei starke Torhüter vor sich.
Ab der Saison 1989/90 erhielt er Gelegenheit sich auszuzeichnen, und das gleich international: Am 13. September 1989 stand er in Glasgow, beim 3:1-Erfolg seiner Mannschaft in der 1. Runde des Europapokals der Landesmeister gegen die Rangers, 90 Minuten im Tor. So auch drei Tage später bei seiner Bundesliga-Premiere, als Bayern mit 5:1 gegen den VfL Bochum siegte. Von seinen 20 Spielen für den FC Bayern München kam er allein in der Saison 1994/95 zehnmal zum Einsatz und konnte – obwohl nur selten unmittelbar beteiligt – mit dem Verein zahlreiche Titel gewinnen. Aufgrund negativer Schlagzeilen wurde er zusammen mit Mario Basler im Oktober 1999 vom Spielbetrieb suspendiert. Im November wurde Scheuer für die Amateure begnadigt und saß im Winter auch noch fünfmal auf der Ersatzbank bei den Profis.
In den folgenden Jahren wechselte er häufig die Vereine, erhielt aber – auch aufgrund von Verletzungen – nur wenige Einsätze. In der 2. Bundesliga spielte er noch sechsmal für den 1. FC Saarbrücken und achtmal für den VfL Osnabrück. Seine Karriere ließ er 2005 in der württembergischen Landesliga beim TSV Schönaich, dem Verein aus der gleichnamigen Gemeinde ausklingen.

### Nationalmannschaft
Scheuer stand am 30. Oktober 1990 im luxemburgischen Diekirch zum Auftakt der Qualifikation für die U21-Europameisterschaft 1992 im Tor der deutschen U21-Nationalmannschaft. Das Spiel gegen den Gastgeber Luxemburg wurde mit 3:0 gewonnen und blieb sein einziges Länderspiel. Bei den anderen Spielen in der letztlich erfolgreichen EM-Qualifikation standen Jens Lehmann bzw. Stefan Klos im Tor.

## Erfolge
- UEFA-Pokal-Sieger 1996 (ohne Einsatz)
- Deutscher Meister 1989 (ohne Einsatz), 1990, 1994 (ohne Einsatz), 1997, 1999
- DFB-Pokal-Sieger 1998 (ohne Einsatz)
- Ligapokal-Sieger 1997, 1998, 1999 (alle ohne Einsatz)